# Yoshihide Kiryū
Yoshihide Kiryū (桐生 祥秀, Kiryū Yoshihide), né le 15 décembre 1995 à Hikone, est un athlète japonais, spécialiste des épreuves de sprint.

## Biographie
Le 4 octobre 2012, il établit la meilleure performance mondiale cadet de tous les temps sur 100 mètres en 10 s 21, détrônant le Nigérian Atorubido et l'Américain Parson (10 s 23 en 2002 et 2007). Un mois plus tard, le 4 novembre à Fukuroi, Yoshihide Kiryū améliore sa performance de deux centièmes en parcourant la distance en 10 s 19 (+ 0,5 m/s). Il devient à cette occasion le premier athlète cadet à descendre sous les 10 s 20, améliorant le record d'Asie junior. 
Le 29 avril 2013, à Hiroshima, Yoshihide Kiryū, alors âgé de 17 ans, réalise un temps de 10 s 01 (+0,9 m/s) sur 100 mètres, qui égale le record du monde juniors du Trinidadien Darrel Brown (2003) et de l'Américain Jeffery Demps (2008). Kiryū se rapproche à 2/100e du record d'Asie senior détenu par le Qatarien Samuel Francis, et à 1/100e seulement du record national senior de son compatriote Kōji Itō. Le record du monde junior n'est cependant pas homologué par l'IAAF en raison d'un anémomètre non conforme aux normes internationales. Le 19 mai, à Kyoto, il porte son record personnel sur 200 m à 20 s 59 (+1,6 m/s), puis à 20 s 41 le 15 juin à Nara. Lors des Texas Relays 2015, il court le 100 m en 9 s 87 avec vent favorable de 3,3 m/s, quelques minutes après que Trayvon Bromell a remporté la course universitaire en 9 s 90 et le même vent favorable. Kiryū devance notamment Clayton Vaughn de 2/100e, Charles Silmon en 9 s 90 et Mark Jelks en 9 s 96. À 19 ans, ce temps est le meilleur temps électronique couru par un Asiatique quelles que soient les conditions atmosphériques.
Il remporte la médaille de bronze lors des Relais mondiaux 2015 à Nassau, en 38 s 20, avec ses coéquipiers Kazuma Ōseto, Kenji Fujimitsu et Kōtarō Taniguchi.
Lors des Championnats du monde en salle 2016 à Portland, il bat son record personnel sur 60 m mais est le premier des non-qualifiés pour la finale, en 6 s 56 (PB).
Le 11 juin 2016, il égale en 10 s 01 son record du 100 m à Hiratsuka, ce qui le qualifie pour les Jeux olympiques de Rio. Lors des séries du 100 m des Jeux, il est le premier éliminé en 10 s 23.
Le 12 août 2017, avec ses compatriotes du relais, il remporte la médaille de bronze des championnats du monde de Londres en 38 s 04, derrière le Royaume-Uni (37 s 47) et les États-Unis (38 s 52).

### Barrière des 10 secondes
Le 9 septembre 2017 à Fukui, Yoshihide Kiryū devient le premier Japonais à descendre sous les 10 secondes au 100 m, en courant en 9 s 98 (+ 1,8 m/s). Améliorant le record du Japon de Kōji Itō de deux centièmes (10 s 00 en 1998), il parvient également à être le quatrième asiatique (après Samuel Francis en 2007, Femi Ogunode et Su Bingtian en 2015) à courir en moins de 10 s et le 125e de l'histoire.
Le 18 juillet 2018, il réalise son meilleur temps de l’année, en 10 s 10 (+0.4) à Bellinzone (SUI). Le 30 août 2018, aux Jeux asiatiques de Jakarta, pendant lesquels il n’est pas sélectionné sur 100 m, il remporte avec ses coéquipiers la médaille d'or du relais 4 x 100 m en 38 s 16, devant l'Indonésie (38 s 77) et la Chine (38 s 89).
Le 23 mars 2019, bénéficiant d’un vent de 2,0 m/s, il établit en 10 s 08 son meilleur temps de la saison à Brisbane et en profite aussi pour améliorer son record personnel de 2013 sur 200 m en 20 s 39 (+ 1,5 m/s). Le 22 avril 2019, il remporte en 10 s 10, en coiffant sur le fil Lalu Muhammad Zohri, son premier titre majeur en individuel lors du 100 m des Championnats d'Asie à Doha. Il devient ce faisant le premier Japonais à devenir champion d’Asie sur 100 m.

## Palmarès
| Date | Compétition                   | Lieu           | Résultat | Épreuve   | Temps   |
| ---- | ----------------------------- | -------------- | -------- | --------- | ------- |
| 2013 | Championnats du monde         | Moscou         | 6e       | 4 × 100 m | 38 s 39 |
| 2014 | Relais mondiaux de l'IAAF     | Nassau         | 5e       | 4 × 100 m | 38 s 40 |
| 2014 | Championnats du monde juniors | Eugene         | 3e       | 100 m     | 10 s 34 |
| 2014 | Championnats du monde juniors | Eugene         | 2e       | 4 × 100 m | 39 s 02 |
| 2015 | Relais mondiaux de l'IAAF     | Nassau         | 3e       | 4 × 100 m | 38 s 20 |
| 2016 | Jeux olympiques               | Rio de Janeiro | 2e       | 4 × 100 m | 37 s 60 |
| 2017 | Championnats du monde         | Londres        | 3e       | 4 x 100 m | 38 s 04 |
| 2018 | Jeux asiatiques               | Jakarta        | 1er      | 4 x 100 m | 38 s 16 |
| 2019 | Championnats d'Asie           | Doha           | 1er      | 100 m     | 10 s 10 |
| 2019 | Championnats du monde         | Doha           | 3e       | 4 x 100 m | 37 s 43 |
| 2023 | Jeux asiatiques               | Hangzhou       | 2e       | 4 x 100 m | 38 s 44 |
| 2024 | Jeux olympiques               | Paris          | 5e       | 4 × 100 m | 37 s 78 |

## Records
| Épreuve | Performance         | Lieu     | Date             |
| ------- | ------------------- | -------- | ---------------- |
| 60 m    | 6 s 53              | Portland | 18 mars 2016     |
| 100 m   | 9 s 98 (+ 1,8 m/s)  | Fukui    | 9 septembre 2017 |
| 200 m   | 20 s 39 (+ 1,5 m/s) | Brisbane | 23 mars 2019     |